# Kolonia robotnicza przy ul. Trafalczyka w Siemianowicach Śląskich
Kolonia robotnicza przy ul. Tomasza Trafalczyka w Siemianowicach Śląskich – kolonia robotnicza z lat 1918–1920 w Siemianowicach Śląskich-Centrum, wpisana do rejestru zabytków nieruchomych województwa śląskiego. Powstała dla pracowników Huty Jedność (niem. Laurahütte) na terenie dawnej kolonii Grabie.  

## Historia
W związku z trwającą od połowy XIX wieku intensywną urbanizacją Siemianowic Śląskich, spowodowaną rozwojem przemysłu w regionie, na terenie miasta zaczęły powstawać nowe zabudowania dla robotników hut i kopalń. W latach 30. XIX wieku utworzono należącą do rodziny Rheinbabenów kolonię Grabie, obejmującą trzy drewniane domy dla pracowników kopalni Fanny. Następnie obszar ten został zakupiony przez Donnersmarcków w 1938 roku, a już w kolejnych dwóch latach w rejonie obecnej ulicy Hutniczej powstały domy drewniane wzniesione w zabudowie rzędowej. Stanowiły one szereg niedużych domów z naczółkowymi dachami i przynależnymi ogródkami, przeznaczonych dla rozwijającej się huty Laura. W drugiej połowie XIX wieku domy zaczęły okazywać się niewystarczające, zastąpiono je więc domami o kilku kondygnacjach i różnego typu kamienicami. W związku z tym, że zakład zatrudniał coraz większą liczbę osób, w latach 1918-1920 na terenie dawnej kolonii Grabie, a obecnie ulicy Trafalczyka (zob. Tomasz Trafalczyk), wybudowano nowe osiedle robotnicze.
Po II wojnie światowej zakład zmienił nazwę na huta Jedność, a osiedle wciąż było zamieszkiwane przez jej pracowników. W latach 70. XX wieku wokół kolonii zaczęły powstawać nowe bloki. Początkowo zakładano również przebudowę starych obiektów i przekształcenie ich w czterokondygnacyjne budynki. Realizacja planu ostatecznie nie doszła do skutku, udało się zmodernizować jedynie dom o numerze 8, pozbawiając go historycznych cech. Zostały także wyburzone domy o numerach 1 i 2, co spowodowało zaburzenie układu osiedla i dewastację prowadzącej do niego bramy. Przejazd przez dom numer 3 został zamurowany i ulokowano tam mieszkanie. W 1986 roku huta Jedność planowała nadbudowę domów o dwie kondygnacje oraz dobudowę kolejnych segmentów do części klatek schodowych, nie uzyskano jednak zgody wojewódzkiego konserwatora zabytków. Huta uległa likwidacji w 2003 roku.
Obecnie zespół zabudowy z zachowanym historycznym charakterem obejmuje domy przy ulicy Trafalczyka 3-3a-3b-3c, 4, 5-5a, 6-6a, 7a-7b, 9-9a, 10-10a, 11-11a, a także kamienicę o numerze 12-13. Budynki posiadają ubytki cegieł oraz fug. W dużej części wymieniono okna i drzwi na nowe, wykonane z PCV, bez zachowania oryginalnych podziałów. Usunięto schody zewnętrzne prowadzące do wejść i wymieniono pokrycie dachów. Budynki gospodarcze zostały wyburzone. W 1998 roku osiedle zostało objęte ochroną poprzez wprowadzenie obostrzeń w miejscowym planie zagospodarowania przestrzennego, natomiast w 2014 roku trafiło do gminnej ewidencji zabytków. Pomimo tych działań, degradacja osiedla wciąż postępowała – mieszkańcy dokonywali samodzielnej wymiany okien oraz usuwali drewniane okiennice, a także rozpoczęli termomodernizację styropianem zewnętrznych elewacji. Postępujące od 2021 roku niszczenie cech zabytkowych zespołu zostało wstrzymane, a w 2022 roku nastąpił wpis do wojewódzkiego rejestru zabytków. 

## Architektura
Utworzony w latach 1918-1920 zespół zabudowy objął 11 budynków o typowych dla regionu nietynkowanych ceglanych elewacjach oraz drewnianych rustykalnych okiennicach. Fakt otoczenia kompleksu zielenią może wskazywać na inspirację ideą „miasta ogrodu”. Początkowo już w 1918 roku oddano do użytku trzy obiekty o dzisiejszych numerach 1, 3 i 5, które zespolono za pomocą niedużych parterowych łączników obejmujących po 1 mieszkaniu. Łączniki te posiadały numery 2 i 4. Boczne budynki o numerach 1 i 5 wysunięto do przodu, a numer 3 został wycofany. Zabudowa ta stanowiła bramę wjazdową do osiedla, gdyż wyposażono ją w reprezentacyjne przejście na parterze, które wsparto na masywnych kolumnach. Na zachód od bramy, prostopadle do niej, wybudowano pozostałe sześć obiektów, tworząc reprezentacyjną aleję o nazwie Koloniestrasse, na której końcu ulokowano plac zabaw dla dzieci. Ze względu na nierówności terenu niemożliwe było całkowicie równoległe ułożenie budynków, co skutkuje interesującym układem przestrzennym, który dopełniony został zabudowaniami gospodarczymi. Standard mieszkań na ówczesne czasy był dość wysoki, większość z nich składała się z dwóch izb, kuchni, przedpokoju i toalety. Każdy wolnostojący budynek mógł być zamieszkiwany przez osiem rodzin. Ponadto w sąsiedztwie (obecnie numery 12-13) powstał dom dla urzędników huty, wyposażony w większe mieszkania (trzy- i czteropokojowe z kuchnią i łazienką).
Oś kolonii przebiega z północnego zachodu na południowy wschód, na jej teren przeznaczono działkę o powierzchni około 1,5 ha. Wszystkie obiekty to domy murowane z cegły, na rzucie prostokąta, dwutraktowe, posiadające jedno- lub dwukondygnacyjne bryły, podpiwniczone. Elewacje budynków są skromne. Parter domu numer 3 mieści dawną bramę przejazdową o masywnym belkowaniu z ceramicznym daszkiem wygiętym w łuk, wspartym na czterech prostych kolumnach. Dachy budynków są dwuspadowe i czterospadowe, wtórnie posiadają okna połaciowe na dawnych strychach. Domy od strony dawnej alei posiadają po dwie mansardy, a osie z wejściami do klatek schodowych charakteryzują imitacje wykuszy. Elewacje boczne nie posiadają otworów okiennych ani drzwi z wyjątkiem numeru 3.
W środku obiektów do dziś zachowane są balustrady, schody i ozdobne ceramiczne posadzki na klatkach schodowych, a także drzwi do piwnic i na poddasza. Podłogi w mieszkaniach historycznie były drewniane, a frontowe elewacje wyposażone były w drewniane masywne okiennice w kolorze zielonym.
Za budynkiem z bramą znajdował się gazon, od którego początek brała główna obsadzona zielenią aleja i usytuowane wzdłuż niej sześć budynków. Aleja kończyła się w rejonie obecnej ulicy Szkolnej. Na tyłach domów wybudowano obiekty gospodarcze o ceglanych elewacjach i dwuspadowych dachach, a także zbiorniki na obornik.
Osiedle uzupełnia osobna kamienica oznaczona numerem 12-13. Jest to trzykondygnacyjny dwuskrzydłowy budynek dla urzędników położony na rzucie litery L. Charakteryzuje się on nietynkowaną elewacją ozdobioną płaskimi ceglanymi pasami oraz posiada bramę przejazdową na piątej osi i trójboczne wykusze ze spadzistymi daszkami. Od frontu dach jest wysoki o ostrym spadzie, załamujący się lekko w połowie wysokości, narożnik budynku jest lekko ścięty. Od wewnątrz znajdują się balkony, obecnie nowe o metalowej konstrukcji. Z bramy przejazdowej do wewnętrznej, wyłożonej czarno-białą ceramiczną posadzką klatki, prowadzi wejście. Na każdej kondygnacji znajdują się po dwa mieszkania. Pierwotnie brama przejazdowa wyłożona była ceramiczną okładziną z białych glazurowanych płytek, a okna piwniczne posiadały ozdobne kute kraty. Wrota do bramy był drewniane i dwuskrzydłowe, z ozdobną roślinną dekoracją. W podwórzu znajdowały się pomieszczenia gospodarcze i wspólna pralnia.

## Galeria

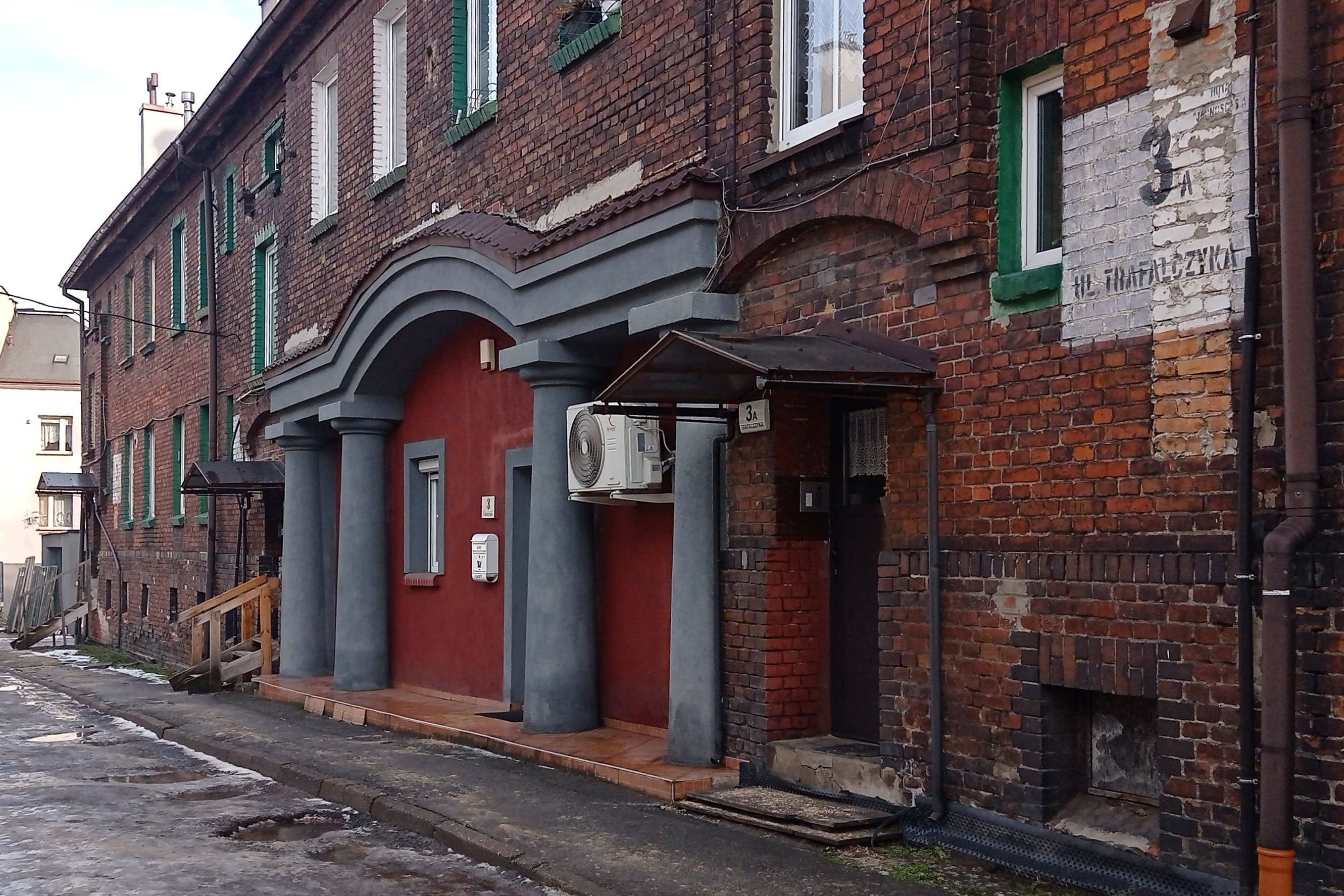
Zamurowana brama pod numerem 3a
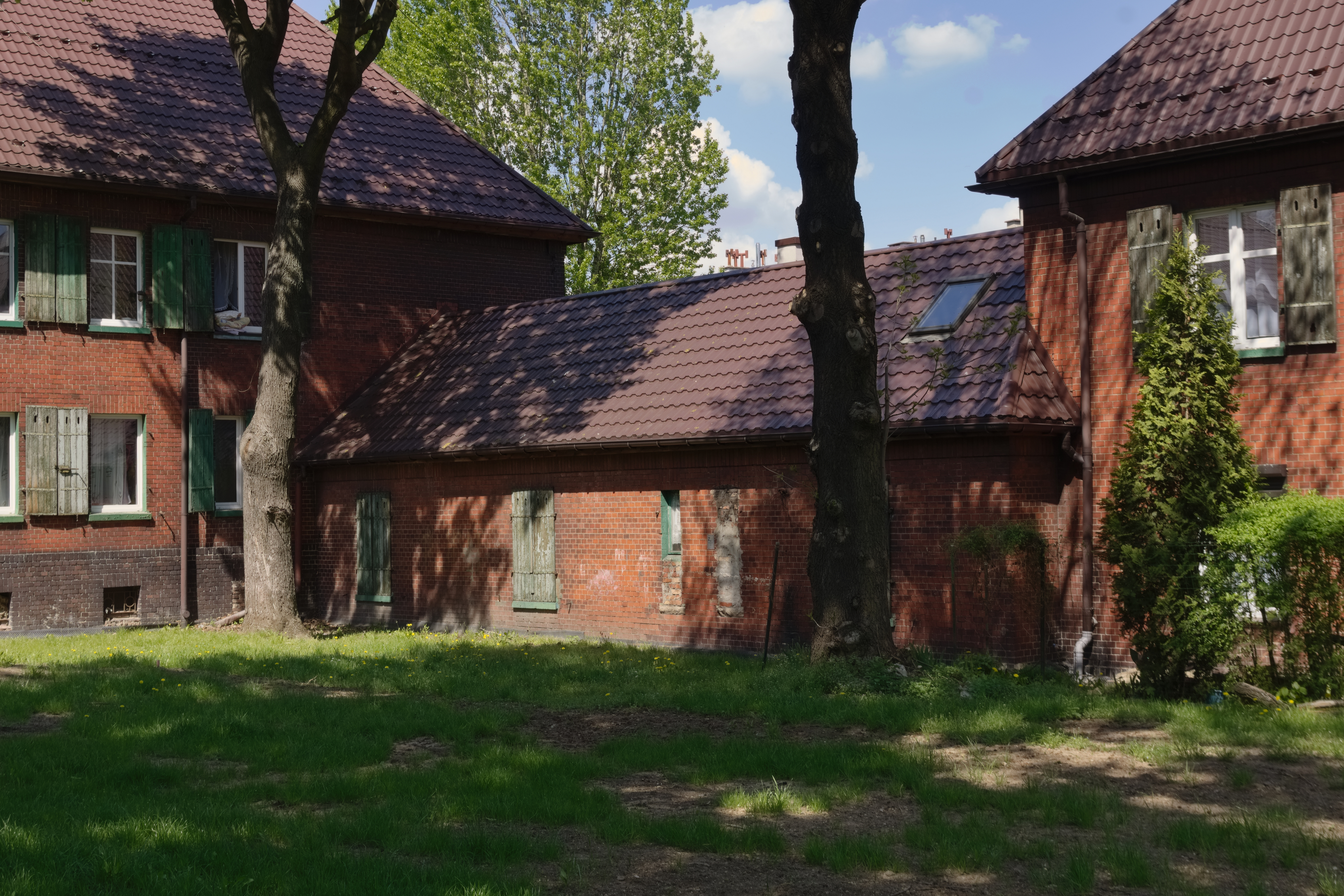
Parterowy budynek nr 4
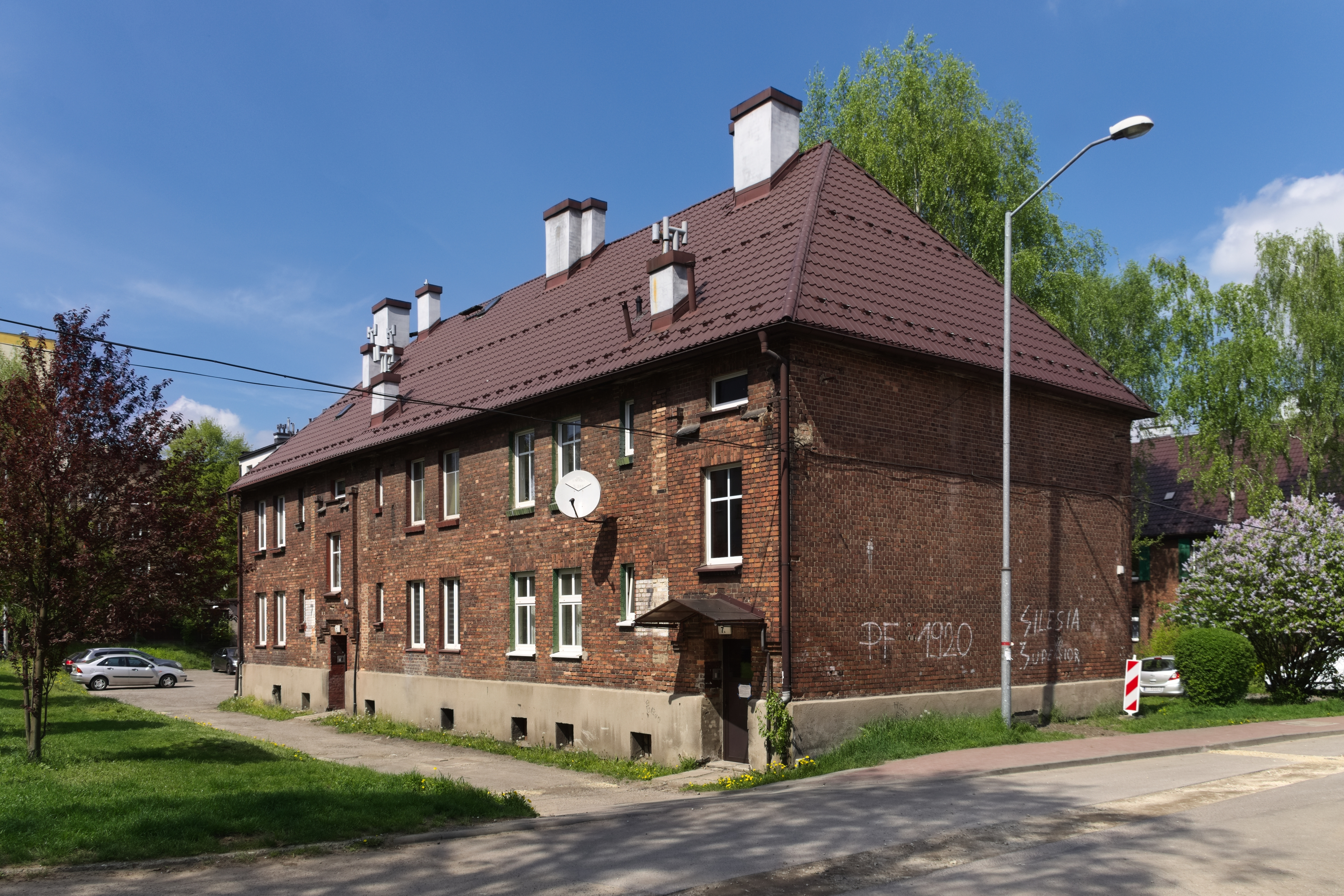
Budynek numer 7a-7b
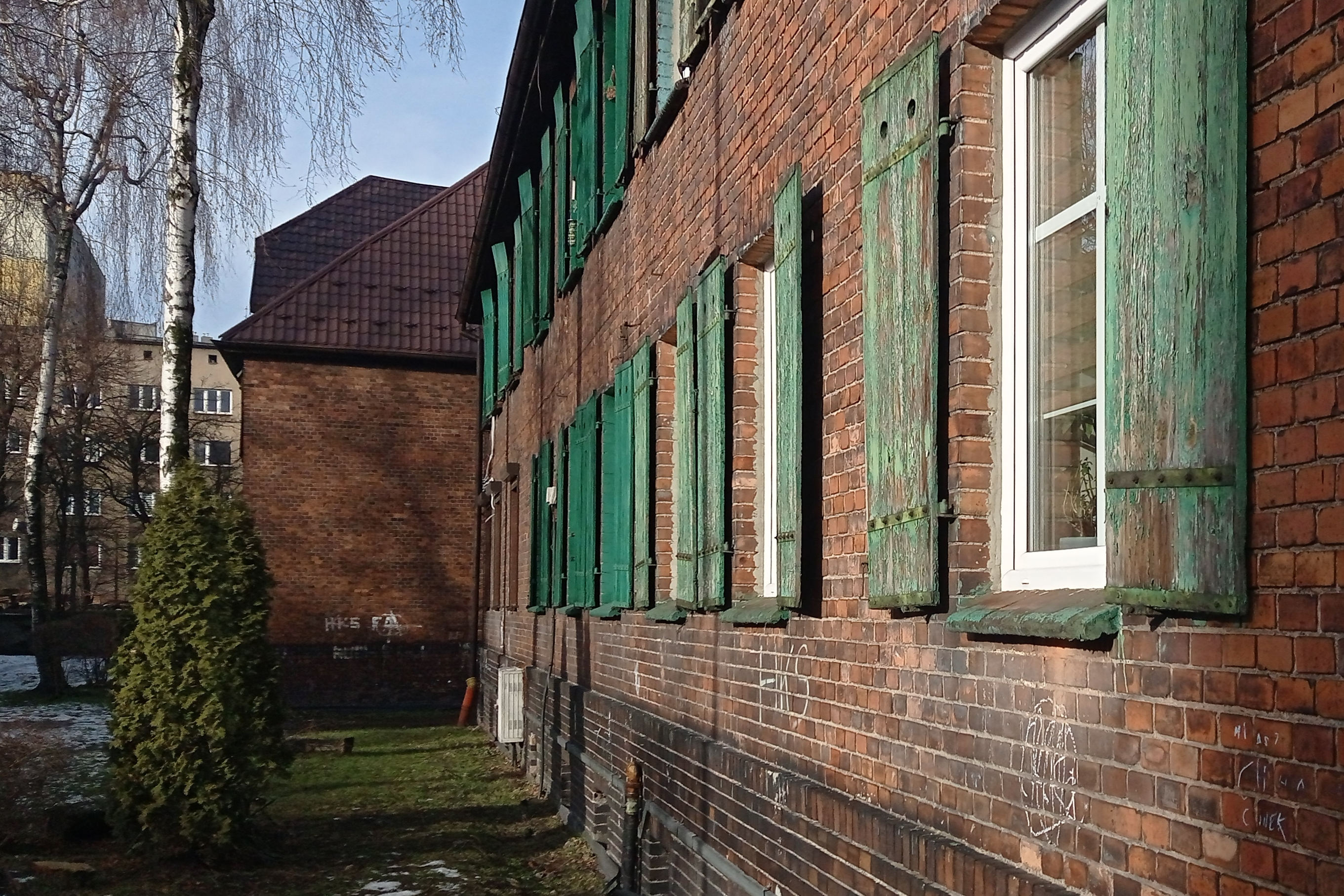
Okiennice pod numerem 10
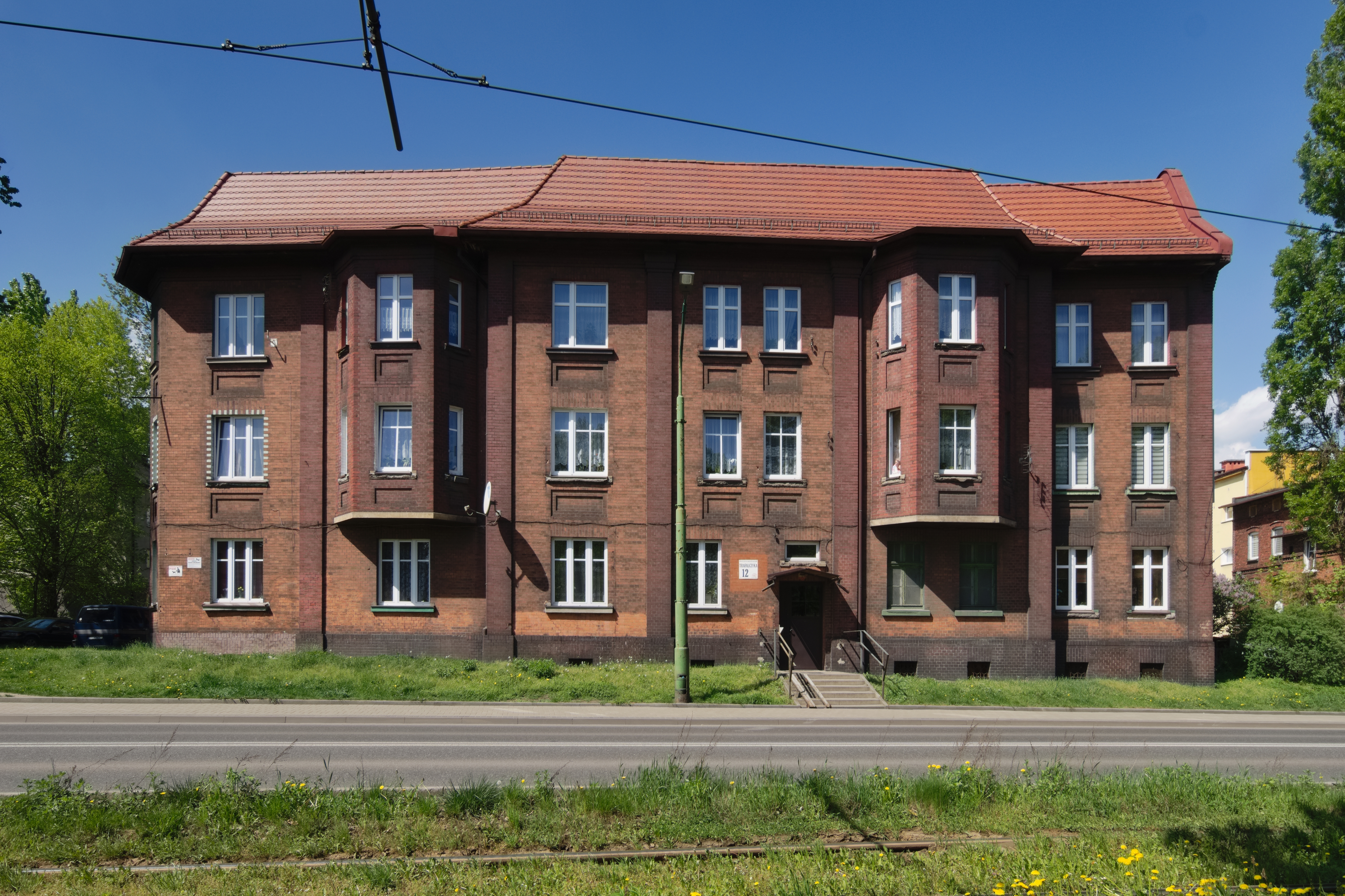
Kamienica pod numerem 12